# Derambila permensata
Derambila permensata är en fjärilsart som beskrevs av Walker 1863. Derambila permensata ingår i släktet Derambila och familjen mätare. Inga underarter finns listade i Catalogue of Life.